# Otto Bayard

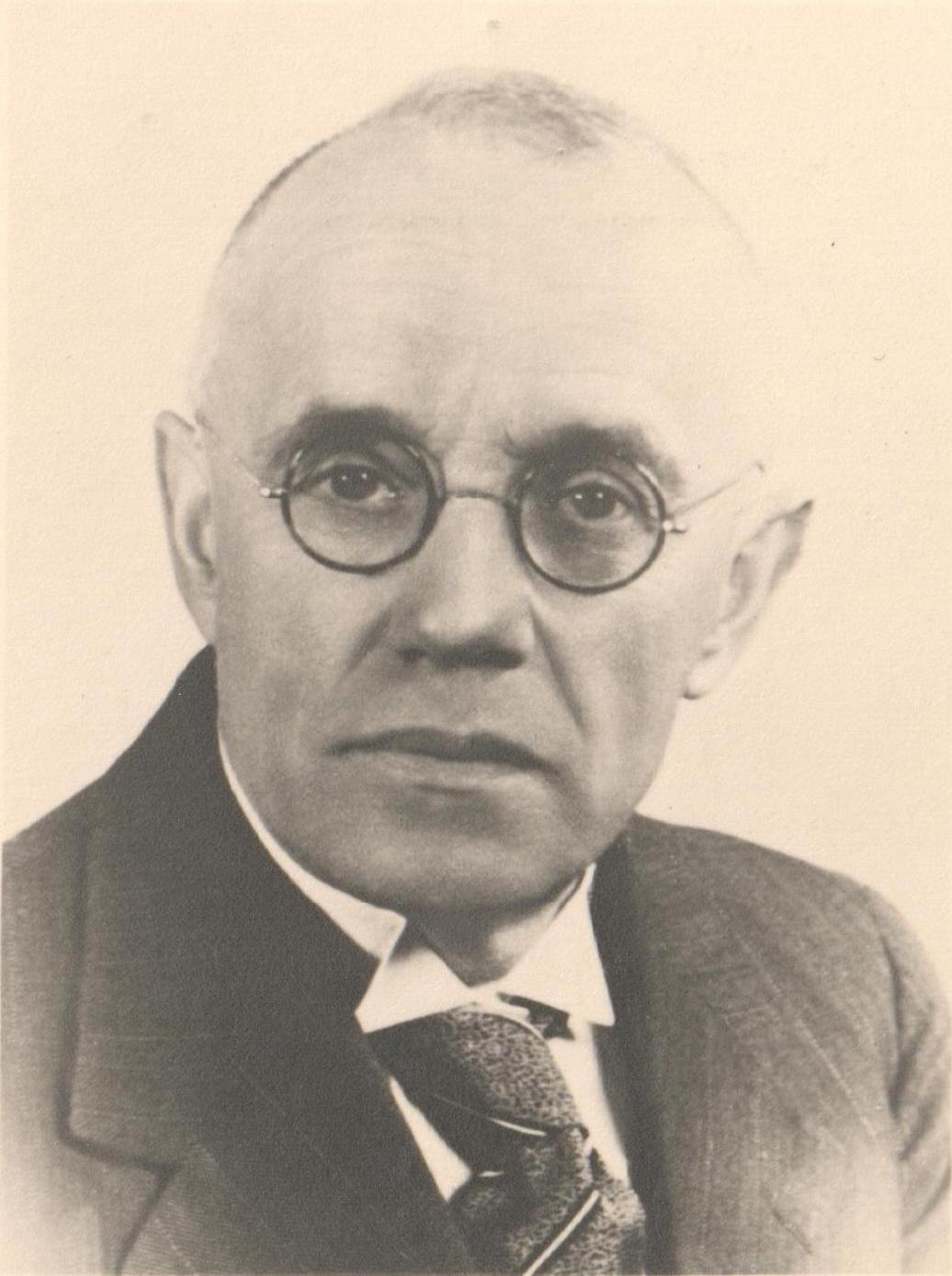
Otto Bayard

Otto Bayard (* 25. November 1881 in Leuk; † 8. Juli 1957 in St. Niklaus) war ein Schweizer Arzt, Wissenschaftler und Autor. Er ist der Vater der Jodprophylaxe bzw. der richtig dosierten Beimischung von Jodkali zum Kochsalz zur Behandlung von Jodmangel-Erscheinungen.

## Biografie

### Lehrjahre, Arzt und Familie
Otto Bayard studierte nach dem Besuch der Gymnasien in Sarnen, Saint-Maurice und Sitten Medizin in Zürich und Freiburg im Breisgau. Das Thema der Dissertation aus dem Jahr 1908 trägt den Titel Die Ophthalmoreaktion nach Calmette bei Kindern mit Berücksichtigung der übrigen spezifischen Reaktionen auf Tuberkulose. 1908 doktorierte er an der Universität Zürich.
Otto Bayard wirkte als Allgemeinpraktiker, zuerst in Zermatt, dann in St. Niklaus und Grächen. Während 35 Jahren befanden sich die Praxis und Wohnung vis-à-vis dem Bergführermuseum in der obersten Etage des Hotels «Lochmatter» in St. Niklaus Dorf, das 1886 vom Bergführer Alexander Lochmatter (1837–1917) eröffnet worden war.
Otto Bayard war der Vater vierer Töchter. Die Kinderärztin Elsa de Chastonay (1918–2007), Tochter von Otto Bayard und Gattin von Doktor Jean-Louis de Chastonay war die erste Frau, die im Spital von Siders 1951 als Abteilungsleiterin in der Pädiatrie angestellt wurde. Mit der wissenschaftlichen Arbeit über das Thema «Normalwerte der Reticulocyten im Kindesalter» erlangte sie im Jahre 1951 an der Universität Zürich den Doktortitel. Von 1955 bis 1963 unterrichtete sie in der Clinique Sainte-Claire Kinderkrankenschwestern.

### Wissenschaftler und Autor
Im Jahre 1811 entdeckte Bernard Courtois bei der Untersuchung und Veraschung von Braunalgen der Gattung Laminaria aus der Nordsee das Element Jod. 1895 isolierte Eugen Baumann Jod in der Schilddrüse und charakterisierte es als deren wirksamer Bestandteil. Ab 1918 führte Otto Bayard in den Gemeinden seines Praxisgebietes des Nikolaitals ein durch eine richtig dosierte Beimischung von Jodkali zum Kochsalz jodiertes Salz ein und zeigte, dass sich damit die Kröpfe ohne unerwünschte Wirkungen erfolgreich behandeln lassen. 1919 veröffentlichte Benno Schwabe die Resultate der Versuchsreihe von Otto Bayard unter dem Titel Beiträge zur Schilddrüsenfrage. Hierfür wurden sämtliche Schulkinder von Grächen untersucht, von denen die Kinder von fünf Familien ausgewählt und während fünf Monaten behandelt wurden.
Im Jahre 1920 dehnte Bayard die Behandlung auf Grächen und Törbel aus, die nach sechs Monaten das Resultat der Versuchsreihe aus dem Jahr 1918 bestätigte. Am 5. November 1920 teilte Bayard das Ergebnis dem Bundesamt für Gesundheit in Bern in einem diesbezüglichen Schreiben mit. In Grächen führte Bayard die Behandlung für weitere zwölf Monate weiter. 1923 publizierte er seine Forschungsergebnisse in der Schweizerischen Medizinischen Wochenschrift unter dem Titel Über das Kropfproblem.
Darauf aufbauend empfahl die im Jahre 1922 durch das Bundesamt für Gesundheit gegründete «Schweizerische Kropfkommission» der Bevölkerung und den fünfundzwanzig kantonalen Behörden den Gebrauch jodhaltigen Kochsalzes, wobei sie auf Basis dieser empirischen Studien die Menge des Jodkalizusatzes zum Kochsalz bestimmte. Die in den folgenden Jahren gesamtschweizerisch durchgesetzte Einführung einer strukturierten Jodprophylaxe nach Bayard hatte weltweiten Pioniercharakter.
Auf Empfehlung von Professor Ernst Wilczek (1867–1948) und Peter Dufour fand Bayard 1923 Aufnahme in die Schweizerische Naturforschende Gesellschaft, aus der er 1929/1930 austrat. Auch im Bereich der Gesundheitspflege legte er von 1936 bis 1950 mehrere Publikationen auf.

## Werke (Auswahl)
- Über das Wesen der Gebärparese. Orell Füssli, Zürich 1916.
- Gesundheitspflege. Bundesstaatliche Regierungsveröffentlichung, Brig.
- Beiträge zur Krebsfrage. In: H. R. Schinz (Hg.): Oncologia (Zeitschrift für Erforschung, Bekämpfung, Behandlung und Soziologie der Krebskrankheit). Vol. 2, Nr. 4, 1949, S. 193–208.
- Über Kretinismus. In: Walliser Jahrbuch. 46, Visp 1977, S. 51–74.
- Gesundheitspflege: für Schule und Haus. Editions VP, Sitten 1997.